# Lalongue
Lalongue település Franciaországban, Pyrénées-Atlantiques megyében. Lakosainak száma 199 fő (2022. január 1.). Lalongue Burosse-Mendousse, Gayon, Lannecaube, Lespielle, Lussagnet-Lusson, Simacourbe és Vialer községekkel határos.

## Népesség
A település népességének változása:
| Lakosok száma | 204  | 211  | 219  | 212  | 210  | 209  | 206  | 202  | 199  |
|               | 2013 | 2015 | 2016 | 2017 | 2018 | 2019 | 2020 | 2021 | 2022 |